# Герберт фон Караян
Ге́рберт фон Карая́н (нім. Herbert von Karajan; 5 квітня 1908, Зальцбург, Австрія — 16 липня 1989, Аніф, Австрія) — австрійський диригент. За визначенням газети New York Times, Герберт фон Караян є одним із найвідоміших і найвпливовіших диригентів світу.

## Ранні та воєнні роки
З 1916 по 1926 роки навчався в консерваторії Моцартеум у Зальцбурзі. У 1929 році диригував оперу Ріхарда Штрауса «Саломея» (Salome) у Фестивальному театрі Зальцбурга. З 1929 по 1934 роки був першим капельмейстером у міському театрі міста Ульм у Німеччині.
У 1935 році Герберт фон Караян став членом нацистської партії. Це дало значний поштовх його кар'єрному просуванню — в тому ж році він став наймолодшим Генеральним музичним директором (нім. Generalmusikdirektor) Німеччини, у 1937 році відбувся його перший виступ з Берлінським філармонічним оркестром у Берлінському державному оперному театрі в опері Бетховена «Фіделіо». Величезний успіх мали його виконання опери Ріхарда Вагнера «Трістан і Ізольда». Також диригент гастролював у Брюсселі, Стокгольмі, Амстердамі й інших містах. У ці ж роки Караян здійснює багато записів на студії Deutsche Grammophon.
У роки Другої Світової війни Герберт фон Караян — головний диригент оркестру Берлінської опери Staatskapelle Berlin — цьому призначенню сприяв протекторат Германа Ґерінґа. Загалом у 1941—1945 роках Караян провів близько 150 вистав. У 1942 році Герберт фон Караян одружується з Анітою Гутерман, донькою відомого виробника швейних машин.

## Повоєнні роки
У 1946 році у Відні з Віденським філармонічним оркестром відбувся перший післявоєнний концерт Караяна, але окупаційна радянська влада наклала заборону на його виступи як диригента через його членство в нацистській партії. Проте в 1947 році заборону було скасовано. Пізніше колишнє членство Караяна в нацистській партії ставало причиною того, що деякі музиканти, наприклад Ісаак Стерн, Артур Рубінштейн і Іцхак Перлман, відмовлялися з ним грати.
У 1948 році Караян став художнім керівником Товариства друзів музики (нім. Gesellschaft der Musikfreunde) у Відні. Диригував також в оперному театрі «Ла Скала» в Мілані. Однак найзначнішою в цей період була його робота з недавно створеним оркестром «Філармонія» (англ. Philharmonia Orchestra) у Лондоні. Завдяки йому цей оркестр увійшов до числа найкращих оркестрів світу. У 1951 й 1952 роках диригував у театрі у Байройті.
У 1955 році був призначений довічним музичним керівником Берлінського філармонічного оркестру як спадкоємець Вільгельма Фуртвенглера. З 1957 по 1964 рік — художній директор Віденської державної опери, був тісно пов'язаний з Віденським філармонічним оркестром і Зальцбурзьким фестивалем, де він заснував Великодній фестиваль. Продовжував диригувати й записуватися аж до своєї смерті в 1989 році.

## Творчість
Караян зіграв важливу роль у закріпленні цифрового формату аудіозапису на компакт-диски (близько 1980 [джерело?]). Він сприяв визнанню цієї нової технології своїм авторитетом і брав участь у першій пресконференції, присвяченої випуску аудіозаписів на компакт-дисках. Перші прототипи компакт-дисків були обмежені часом звучання 60 хвилин. Існує припущення, що стандарт часу звучання 74 хвилини був введений для того, щоб умістити Дев'яту симфонію Бетховена, й архів записів Караяна і його явно виражені побажання зіграли в тому значну роль. Втім це припущення не знаходить підтвердження.
Творчу манеру Караяна характеризують універсальністю, витонченим, лакованим, чуттєвим звуком. Проте, на думку критиків, така манера не однаково підходить для музики різних стилів. Наприклад Путівник по компакт-дисках видавництва Penguin Books (Penguin Guide to Compact Discs) дає протилежні характеристики його записам «Тристана і Ізольди» Ріхарда Вагнера і «Паризьких симфоній» Йозефа Гайдна:
| «Чуттєве Караянівське виконання Вагнерівського шедевра, витончено-блискуче, з дивним звуком зігране Берлінським філармонічним оркестром... є першокласним і найкращим вибором.» |
| «Гайдн у виконанні біг-бенда... Безумовно, якість оркестрової гри чудова. Однак, ці ваговиті й незграбні штучки ближче до імперського Берліна, ніж до Парижа... Менуети надто повільні... Виконання занадто непривабливі й не мають достатню добірність, щоб заслужити щиру рекомендацію.» |
Репертуар Караяна складали переважно твори композиторів минулих століть, а також твори сучасників, написані до 1945 року (зокрема таких композиторів як Г. Малер, А. Шенберг, А.Берг, А. Веберн, Б. Барток, Я. Сібеліус, Р. Штраус, Дж. Пуччіні, А. Онеґґер, С. Прокоф'єв, К.Дебюссі, П. Гіндеміт, І. Стравінський). Винятком є Симфонія № 10 Дмитра Шостаковича (1953), записана двічі, а також виконання прем'єри «Комедії на кінець часів» («De Temporum Fine Comoedia») Карла Орфа в 1973 році.

## Почесні звання
24 квітня 1978 року йому було присвоєно звання «Почесний громадянин Відня».

### Відео
- Бетховен, симфонія № 1 [Архівовано 26 січня 2021 у Wayback Machine.]
- Бетховен, симфонія № 2 [Архівовано 18 березня 2010 у Wayback Machine.]
- Бетховен, симфонія № 3, ч.1 [Архівовано 23 жовтня 2007 у Wayback Machine.]
- Бетховен, симфонія № 5, 1966 рік
- Бетховен, симфонія № 9, ч.1 [Архівовано 11 жовтня 2007 у Wayback Machine.]
- Бетховен, симфонія № 9, ч.2 [Архівовано 10 листопада 2007 у Wayback Machine.]